# Watsu

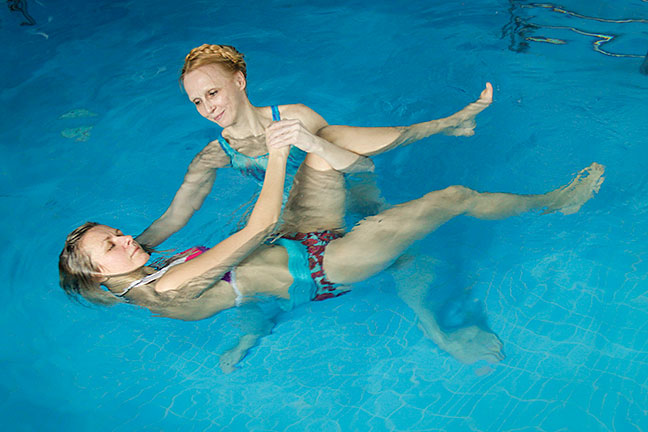
Watsu-Therapiesession

Watsu (Kofferwort aus Wasser und japanisch 指圧 shiatsu, deutsch ‚Fingerdruck‘) oder auch WasserShiatsu ist eine hydrotherapeutische Anwendung. Der Therapeut steht in brusttiefem Wasser und bewegt den Klienten nach vorgegebenen Figuren und verbindet dabei die positiven Eigenschaften des warmen Wassers mit den Grundlagen des Shiatsu.

## Ursprung
1980 veröffentlichte der kalifornische Dichter und Shiatsu-Meister Harold Dull eine von ihm in Harbin Hot Springs (Kalifornien) erdachte Massage- und Entspannungstherapie. Dull war 20 Jahre lang Leiter eines kommerziellen Therapie- und Ausbildungszentrums und hat mehrere Bücher über seine Methode veröffentlicht. In der Schweiz ist Watsu ein eingetragenes Markenzeichen und darf nur von autorisierten Praktizierenden verwendet werden (Eidgenössisches Institut für Geistiges Eigentum Marke Nr. 570307).

## Methode
Watsu ist eine Massage- und Bewegungstherapie, die auf den Lehren des Zen-Shiatsu basiert. Die Behandlung findet in 35 °C warmem Wasser statt. Dabei werden die physikalischen Eigenschaften des Wassers ausgenutzt. Der durch den statischen Auftrieb von der Schwerkraft entlastete Körper des Klienten wird passiv gedehnt und gestreckt. Dabei wird der Strömungswiderstand im Wasser unterstützend genutzt. Diese Bewegungen beziehen sich einerseits wie beim Shiatsu auf die Meridiane, andererseits auf die Muskulatur und haben so gleichzeitig eine ähnliche Wirkung wie jede andere passive Bewegungstherapie. Wichtig ist, dass sich der Klient nie in einer Situation befinden darf, in der er selber reagieren muss. Er muss sich auf den Therapeuten komplett verlassen können und dieser muss immer die Kontrolle über den Körper des Klienten im Wasser haben.

## Wirkung
Wie bei Shiatsu ist die wichtigste Wirkung eine tiefe Entspannung (siehe auch Entspannungstechnik). Durch das Vertrauen zum Therapeuten, dessen Kontrolle und das warme Wasser kann ein Gefühl von Schwerelosigkeit entstehen, welches sowohl bewusst als auch unbewusst wahrgenommen werden kann.
Dazu kommen noch die allgemeinen Wirkungsweisen des Wassers, wie z. B. verbesserte periphere Durchblutung, Entlastung von Gelenken. Bei der Unterwasserarbeit kann der Therapeut die Atmung des Klienten gezielt steuern. Gekonnt eingesetzt, sind damit ähnliche Wirkungen möglich wie bei der Atemtherapie.

## Indikation
Auf Grund der tiefenentspannenden Wirkung wird Watsu erfolgreich in der psychosomatischen Rehabilitation eingesetzt. Häufig findet Watsu seine Anhänger auch im Wellnessbereich, wo die entspannende Wirkung gleichfalls sehr geschätzt wird. In der wissenschaftlichen Literatur zur Rehabilitation bzw. Therapie mit Watsu gibt es noch keine ausreichenden Erkenntnisse über das Wirkprinzip von Watsu. Neben einer Diplomarbeit zum Thema „Aquatische Körperarbeit“ liegen bisher nur wenige Studien mit kleiner Fallzahl bei Depressionen und Fibromyalgie vor.

## Kontraindikation
Generell gelten für Watsu die gleichen Gegenanzeigen wie für alle Hydrotherapieformen. Auf Grund des warmen Wassers sollten Klienten mit Herz-Kreislauf-Krankheiten und Neigung zu epileptischen Anfällen vor einer Therapie Rücksprache mit ihrem Arzt halten. Absolut kontraindiziert sind fortgeschrittene arteriosklerotische Erkrankungen, akute fieberhafte Erkrankungen und offene Hautkrankheiten. Klienten mit einer Chlorunverträglichkeit können an Behandlungen in gechlorten Schwimmbädern nicht teilnehmen.

## Abgrenzung zu verwandten Verfahren
Neben Watsu existieren weitere Warmwassertherapien. Doch während bei Watsu der Klient immer an der Wasseroberfläche bleibt, taucht er beim Wassertanz (oder WaTa) auch komplett unter. Bei dieser Form der aquatischen Körperarbeit wird der Atemrhythmus des Klienten bewusst aufgenommen und in den Bewegungsablauf integriert.
Weitere Anwendungsformen sind Ocean Bodyworking/Aquawellness, Healing Dance, Jahara und AquaRelax, die teilweise parallel entstanden und von verschiedenen Anbietern in strukturierten Ausbildungsgängen angeboten werden.